# Entypesidae
Famille
Les Entypesidae sont une famille d'araignées mygalomorphes.

## Distribution
Les espèces de cette famille se rencontrent en Amérique du Sud et en Afrique subsaharienne.

## Paléontologie
Cette famille n'est pas connue à l'état fossile.

## Liste des genres
Selon World Spider Catalog (version 24, 05/02/2023) :
- Afropesa Zonstein & Ríos-Tamayo, 2021
- Brachytheliscus Pocock, 1902
- Ekapa Ríos-Tamayo, Lyle & Sole, 2023
- Entypesa Simon, 1902
- Hermacha Simon, 1889
- Hermachola Hewitt, 1915
- Lepthercus Purcell, 1902

## Systématique et taxinomie
Cette famille a été décrite par Bond, Opatova et Hedin en 2020.
Cette famille rassemble 41 espèces dans sept genres.

## Publication originale
- Opatova, Hamilton, Hedin, Montes de Oca, Král & Bond, 2020 : « Phylogenetic systematics and evolution of the spider infraorder Mygalomorphae using genomic scale data. » Systematic Biology, vol. 69, no 4, p. 671-707.